# Тори (остров)
Тори (др.‑ирл. Toirinis, Torach, ирл. Oileán Thoraigh, англ. Tory Island) — остров в Атлантическом океане, у северного побережья Ирландии. Входит в графство Донегол провинции Ольстер.

## Физико-географическая характеристика

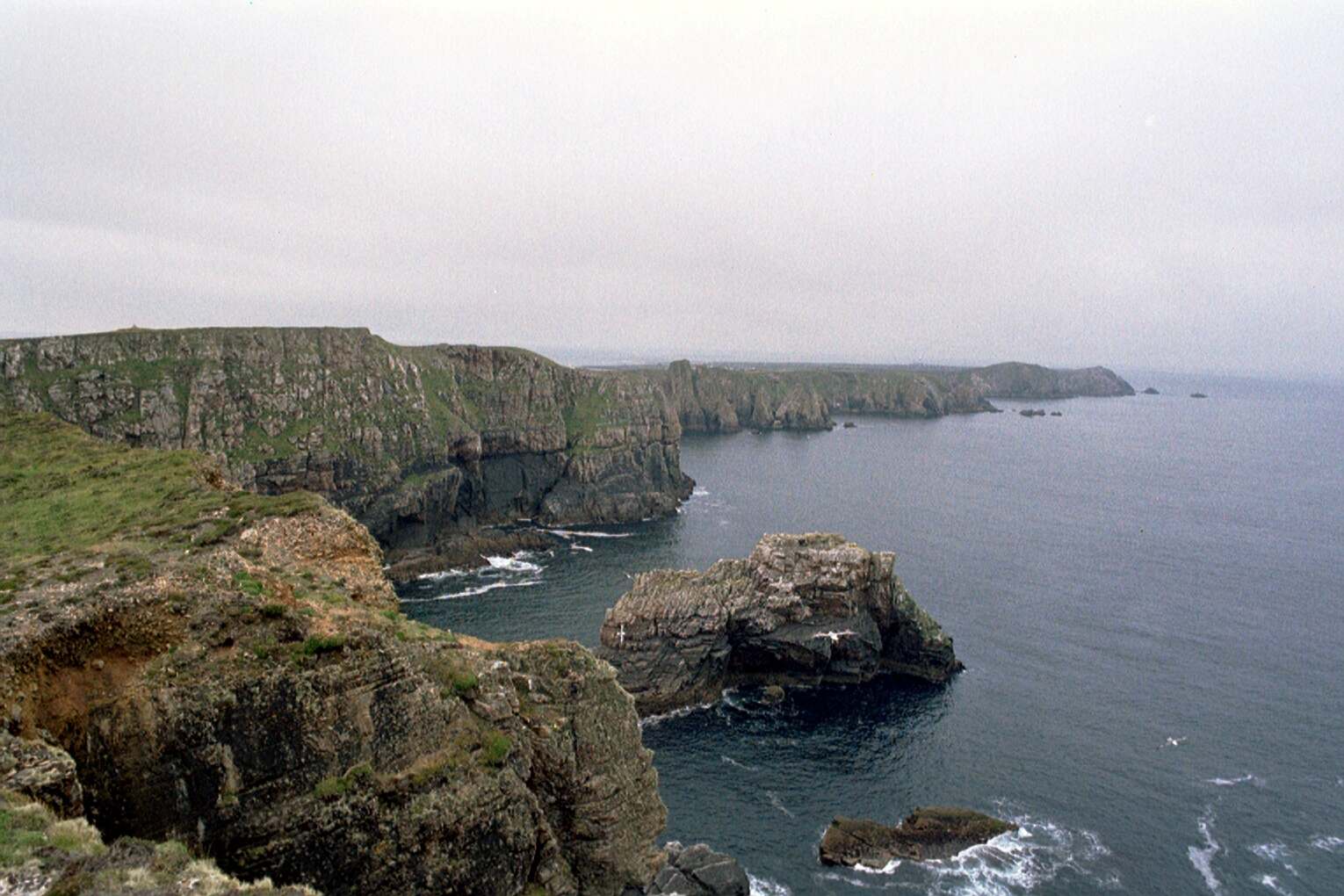
Побережье острова Тори

Длина острова составляет 5 км, а ширина — 1 км. Северное побережье сильно изрезано заливами и бухтами, берега довольно круты и обрывисты. На острове находится 4 посёлка — An Baile Thoir (Восточный город), An Baile Thiar (Западный город), An Lár (Средний город) и Úrbaile (Новый город), общее население которых составляет 144 чел. (2011).
Высшая точка Тори (70 м) — гора Тор Мор, что в переводе со староирландского языка означает Высокая башня.

## Король Тори
На острове есть традиция, согласно которой жители Тори выбирают себе короля. Он не имеет никаких формальных полномочий, но в его функции входит общение с прессой от имени населения, а также встреча гостей и туристов. С 1993 до своей смерти 19 октября 2018 года королём Тори был известный художник Пэтси Дэн Роджерс.

## Транспорт
Остров имеет регулярное паромное сообщение с остальной частью Ирландии. Переправа функционирует ежедневно с апреля по октябрь, и в будние дни в течение зимних месяцев. Паром вмещает до 70 пассажиров, а также несколько автомобилей. Также связь с большой землёй осуществляется с помощью небольшого четырёхместного вертолёта, который перевозит пассажиров раз в неделю по четвергам, в то время, когда не работает паромная переправа.

## Достопримечательности

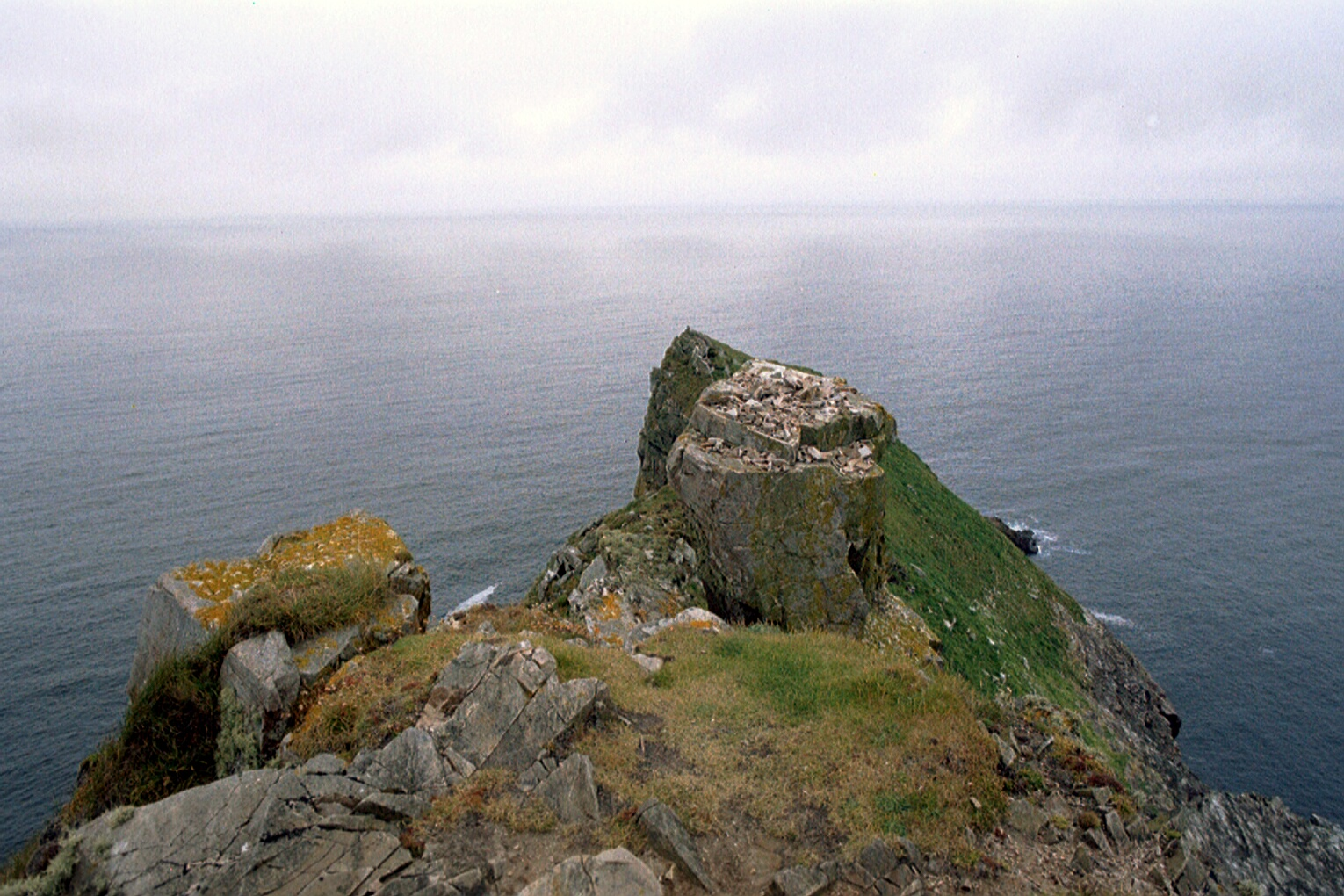
Камень желаний

- Форт Балора — расположен на восточной оконечности острова и окружён с трёх сторон 90-метровыми скалами.
- Камень желаний — находится недалеко от форта. Каждый желающий может забраться на скалу и попытаться бросить в него небольшой камешек, при этом загадав желание. По легенде, если попасть в Камень желаний, то задуманное сбудется.
- Колокольня монастыря святого Колумбы — одна из немногих частей древнего монастыря в честь святого Колумбы, которая сохранилась до наших дней. Сам монастырь был основан в VI веке, а в XVI веке разрушен и разграблен английскими войсками.
- Могила семерых или «Храм семерых» (ирл. Tempul an Moirshesir) является местом погребения шести мужчин и одной женщины, которые погибли во время кораблекрушения. Согласно местным легендам, глина, взятая с могилы, помогает от паразитов. Согласно легенде, изложенной в житии святого Колумбы, эти семь человек — шесть братьев и сестра — были детьми «короля Индии», которые, услышав о добродетели святого, отправились в Ирландию, чтобы увидеть его, и умерли, не выдержав утомительной дороги. По той же легенде, сестра была настолько целомудренна, что не смогла лежать в одной могиле даже с братьями и её пришлось похоронить отдельно, вне храма[6].
- Маяк Тори — построен в 1828—1832 годах на западном побережье острова.

## Легенды об острове

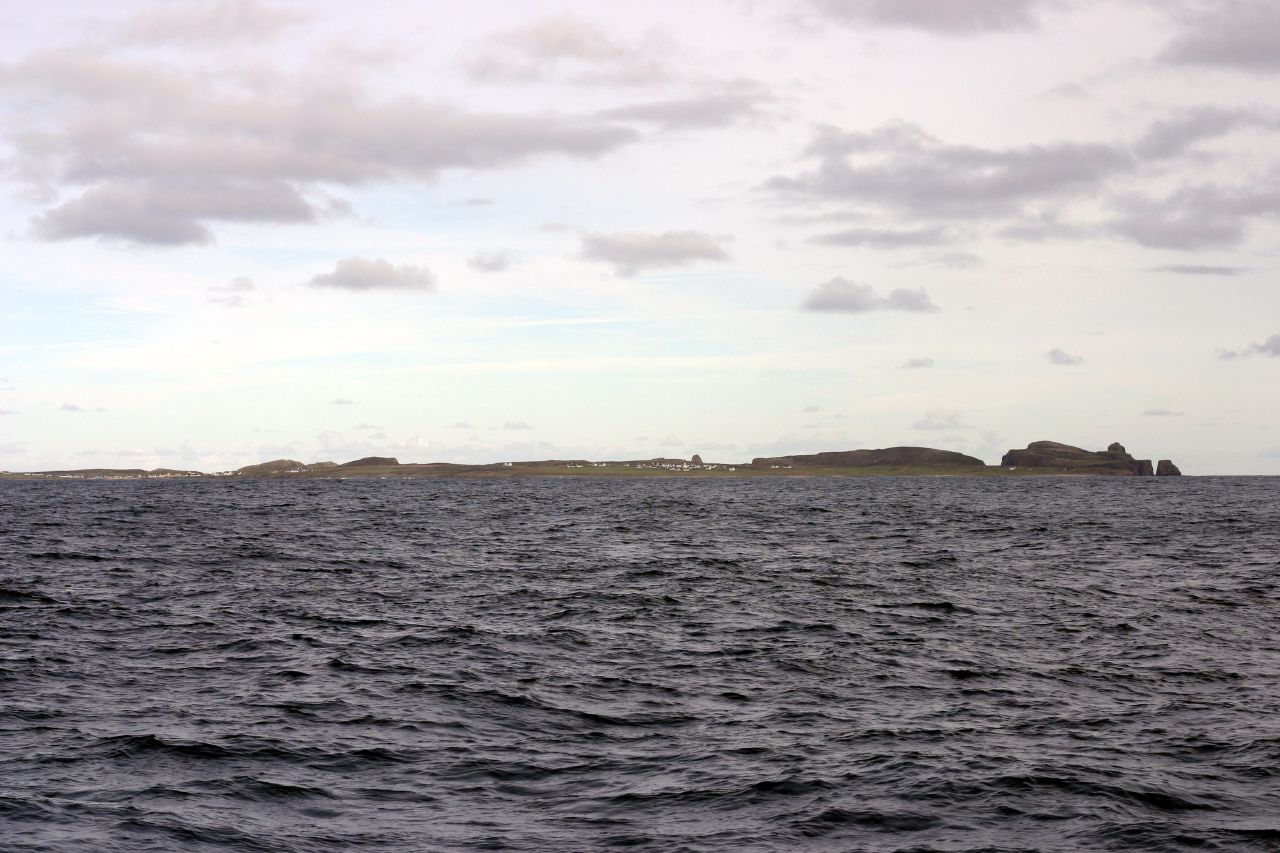
Остров со стороны моря

Упоминание острова Тори встречается в различных легендах. Так, в Книге захватов, собрании стихотворных и прозаических повествований, излагающих мифическое происхождение и историю ирландского народа, есть раздел под названием «Заселение Немеда». Там говорится о том, что через тридцать лет после вымирания партолонцев Ирландия заселяется народом Немеда. Два короля фоморов, Морк (или Мор) и Конан, воздвигают на острове Тори, который являлся источником их силы и перевалочной базой, башню из стекла. Фоморы начали требовать дань в виде 2/3 детей, родившихся у племени Немеда. Дети приносились в жертву на празднике Самайн. Доведённые до предела отчаяния, люди Немеда осадили башню и захватили её, убив Конана. Однако другой король, Морк, собрал войско и нанёс племени Немеда сокрушительное поражение, после которого в живых осталось лишь несколько сотен человек. Уцелевшим пришлось вернуться туда, откуда они пришли, или умереть, что на языке мифа означает одно и то же. По другой версии легенды, в сражении погибли обе армии, после чего Ирландию накрыл потоп, а горстка выживших рассеялась по четырём углам мира.

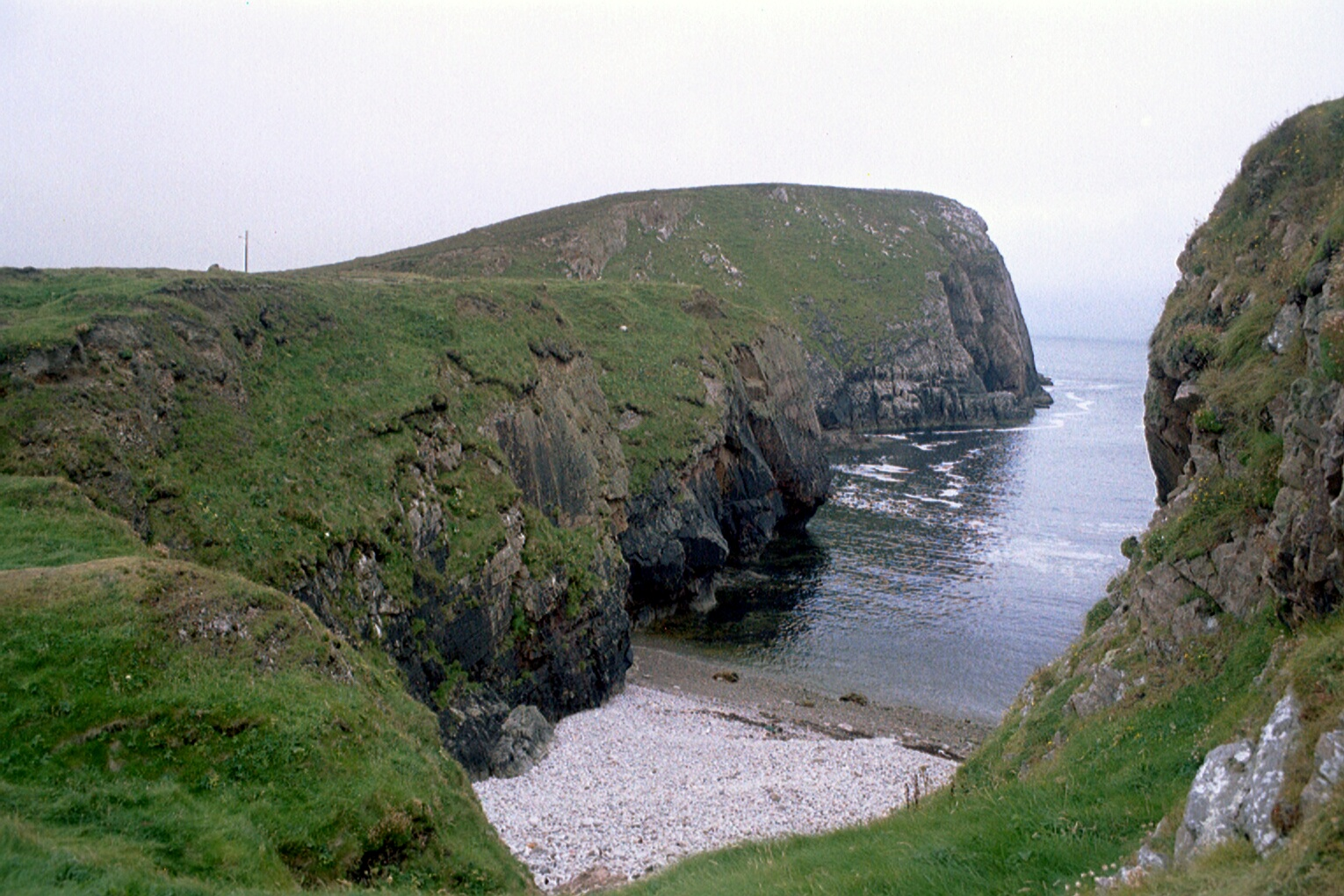
Небольшая бухта на побережье острова

Об острове есть ещё одна легенда, согласно которой некие путешественники, плавая по морю, вдруг увидели на одном берегу седого старца. Тот рассказал им, что являлся поваром в местном монастыре и нередко крал пищу, предназначенную для братии, продавал её, а деньги припрятывал и со временем накопил много богатства. Однажды, копая могилу, чтобы похоронить в ней какого-то мужлана, выброшенного волнами на остров, он услышал голос, доносившийся снизу, где покоился некий святой. Голос сказал, чтобы тот не смел хоронить грешника в этом месте. Тогда монах погрузил тело и все свои нажитые сокровища в лодку, собираясь покинуть остров и похоронить мужчину в другом месте. Попутный ветер подхватил его судно и унёс его далеко в море.
Там старик повстречал ангела, который приказал ему бросить в воду всё богатство, после чего, дав простую деревянную чашу, немного сыворотки и семь хлебцев, ангел отпустил монаха. В конце концов лодка остановилась возле скалы, на которой путешественники и нашли его. Там монах провёл семь лет, питаясь выдрами, которых приносил ему прямо из моря волшебный лосось. Тот же лосось приносил ему пылающие поленья и уголья, чтобы монаху было на чём приготовить себе пищу. Его деревянная чаша каждый день сама собой наполнялась отменным вином. В полдень на скале само собой появилось волшебное угощение для всех гостей, и тогда престарелый отшельник сказал им, что те непременно вернутся на родину. При этом один из путешественников найдёт убийцу своего отца, но мстить ему не должен, ибо всеблагой Господь спас его самого от множества бед. Услышав это, путники попрощались с монахом и продолжили свой путь.